# Ferry Corsten

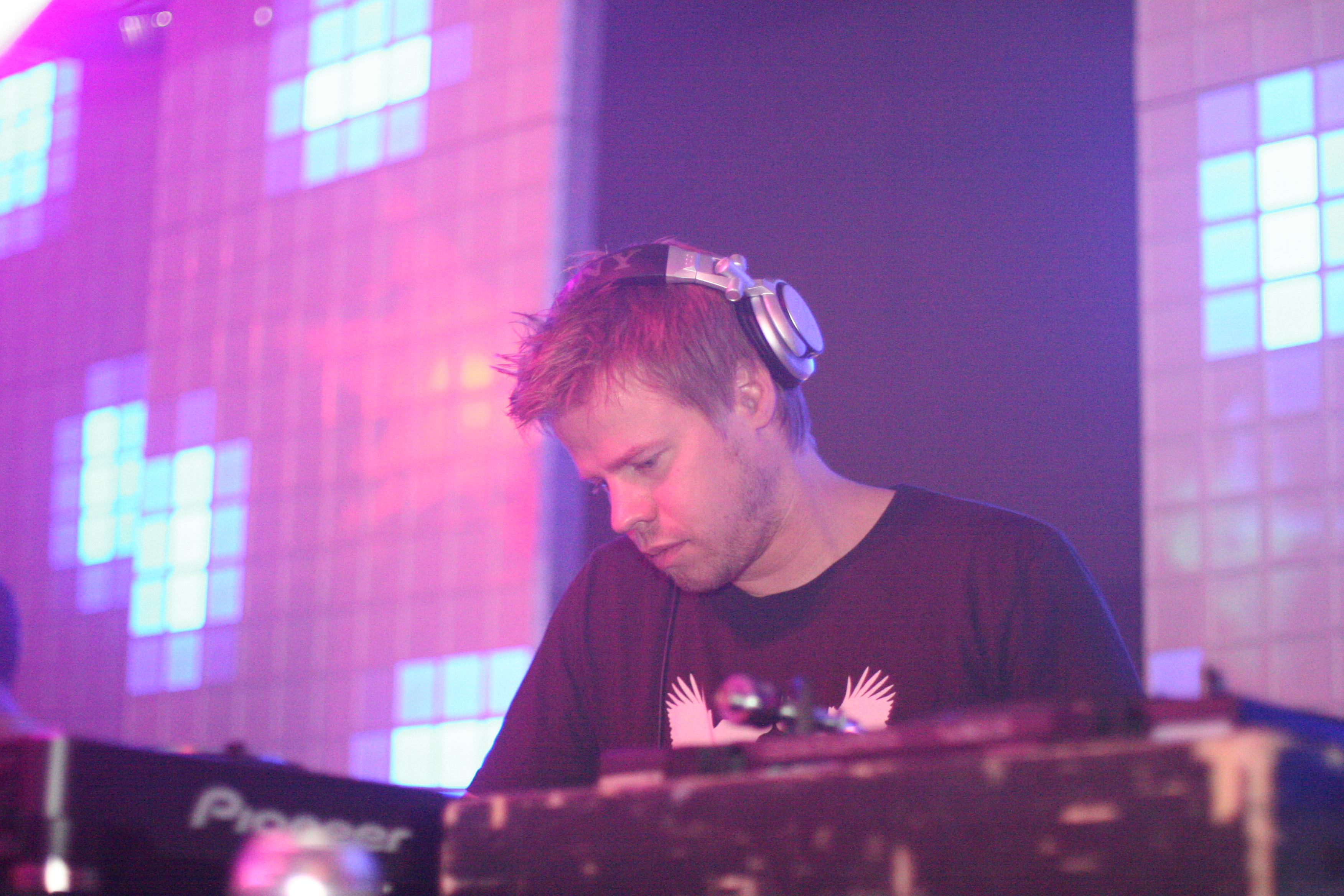
Ferry Corsten in Toronto (2006)

Ferry Corsten (* 4. Dezember 1973 in Rotterdam) ist ein niederländischer Trance-DJ und Musikproduzent. Er gilt als einer der Wegbereiter des heutigen Trance.

## Wirken
Ferry Corsten produziert seit 1991 unter verschiedenen Pseudonymen. Die bekanntesten sind System F, Albion, Sidewinder und Moonman. Darüber hinaus produzierte er unter den Pseudonymen Gouryella und Vimana einige erfolgreiche Titel zusammen mit Tiësto. 1997 gründete Ferry und sein Partner Robert Smit das Label Tsunami in Zusammenarbeit mit Purple Eye Entertainment. Einer der „Ministry of Sound“-Sampler, „Trance Nation“, der von Ferry Corsten gemixt wurde, zählt zu den meistverkauften Dance Compilations in Großbritannien und hat Gold-Status.
Im Jahr 2005 gründete Corsten sein eigenes Label „Flashover Recordings“ mit dem Sub Label „Aleph Recordings“, das ausschließlich Electro/House Music veröffentlicht.
Mit Flashover Recordings möchte Corsten neue, frische und innovative Musik veröffentlichen, und brachte unter anderem die Künstler Casey Keyworth (a.k.a. Breakfast), Rafaël Frost, Lemon & Einar K, Ronnie Allstar, Randy Boyer & Eric Tadla, P.A.F.F. und natürlich sich selbst hervor.
Corsten gilt auch als namhafter Produzent von Remixen. So engagierten ihn unter anderem William Orbit und Moby für Trance-Remixes ihrer Singles.
Am 4. Juli 2007 startete seine eigene Radioshow mit dem Namen Corstens Countdown. Er bringt immer neue Musik von Künstlern aus seinem Label Flashover Recordings und weitere aus den Genres Trance, House und Progressive. Nach 700 Episoden hat Ferry Corsten die Radioshow am 25. November 2020 beendet und durch das neue Format Resonation Radio abgelöst, das live aus dem Studio gesendet wird, in dem auch A State Of Trance aufgezeichnet wird. Des Weiteren legt er als fester Bestandteil der Radiosendung A State Of Trance, monatlich auf.

## Diskografie

### Studioalben
| Jahr          | Titel                     | Höchstplatzierung, Gesamtwochen, AuszeichnungChartsChartplatzierungen (Jahr, Titel, Platzierungen, Wochen, Auszeichnungen, Anmerkungen) | Anmerkungen                 |
| Jahr          | Titel                     | NL | Anmerkungen                 |
| ------------- | ------------------------- | --- | --------------------------- |
| als Ferr      |                           | |                             |
|               |                           | |                             |
| 1996          | Looking Forward           | — |                             |
| DJ Sno-White  |                           | |                             |
|               |                           | |                             |
| 1996          | Santa’s X-Mas Dance Party | — |                             |
| System F      |                           | |                             |
|               |                           | |                             |
| 2001          | Out of the Blue           | — |                             |
| Ferry Corsten |                           | |                             |
|               |                           | |                             |
| 2003          | Together                  | — | nur in Japan veröffentlicht |
| 2003          | Right of Way              | NL66 (3 Wo.)NL |                             |
| 2006          | L.E.F.                    | NL58 (5 Wo.)NL |                             |
| 2008          | Twice in a Blue Moon      | NL23 (2 Wo.)NL |                             |
| 2012          | WKND                      | NL51 (3 Wo.)NL |                             |

### Weitere Studioalben
- 2017: Blueprint

### Remixalben
- 2009: Twice in a Blue Moon Remixed

### Kompilationen
| Jahr | Titel                                   | Höchstplatzierung, Gesamtwochen, AuszeichnungChartsChartplatzierungen (Jahr, Titel, Platzierungen, Wochen, Auszeichnungen, Anmerkungen) | Anmerkungen                        |
| Jahr | Titel                                   | NL | Anmerkungen                        |
| ---- | --------------------------------------- | --- | ---------------------------------- |
| 2010 | Once Upon a Night                       | NL86 (1 Wo.)NL |                                    |
| 2010 | Once Upon a Night, Vol. 2               | NL98 (1 Wo.)NL |                                    |
| 2011 | Full on Ferry – Ibiza – The Compilation | NL98 (1 Wo.)NL | auch als Videoalbum veröffentlicht |

Weitere Kompilationen
- 1999: Live at Innercity – Amsterdam RAI
- 1999: Solar Serenades
- 2000: Judgement Sundays
- 2000: Trance Nation, Vol. 3
- 2000: Trance Nation, Vol. 4
- 2000: Tsunami One
- 2001: Global Trancemissions
- 2001: Live at Dance Valley
- 2001: Trance Nation, Vol. 5
- 2001: Trancedome 1
- 2002: Global Trancemissions 2
- 2002: World Tour Tokyo
- 2002: The Very Best of Ferry Corsten (nur in Japan veröffentlicht)
- 2003: World Tour Washington
- 2005: Creamfields (Doppel-CD-Set)
- 2005: Passport Kingdom of the Netherlands (1 CD, US-Edition Doppel-CD-Set)
- 2006: Mixmag 03/06 Exclusive 70-Minute Mix
- 2007: Passport United States of America (CD+DVD)
- 2007: Dance Valley Festival 2007 mixed by Ferry Corsten (Doppel-CD-Set)
- 2008: Gatecrasher: Sheffield mixed by Ferry Corsten (Doppel-CD-Set)

### Singles
| Jahr          | Titel Album                              | Höchstplatzierung, Gesamtwochen, AuszeichnungChartplatzierungen (Jahr, Titel, Album, Platzierungen, Wochen, Auszeichnungen, Anmerkungen) | Höchstplatzierung, Gesamtwochen, AuszeichnungChartplatzierungen (Jahr, Titel, Album, Platzierungen, Wochen, Auszeichnungen, Anmerkungen) | Höchstplatzierung, Gesamtwochen, AuszeichnungChartplatzierungen (Jahr, Titel, Album, Platzierungen, Wochen, Auszeichnungen, Anmerkungen) | Anmerkungen                      |
| Jahr          | Titel Album                              | DE | UK | NL | Anmerkungen                      |
| ------------- | ---------------------------------------- | --- | --- | --- | -------------------------------- |
| Moonman       |                                          | | | |                                  |
|               |                                          | | | |                                  |
| 1997          | Don’t Be Afraid –                        | — | UK60 (2 Wo.)UK | — |                                  |
| 1999          | Don’t Be Afraid ’99 –                    | — | UK41 (2 Wo.)UK | — |                                  |
| 2000          | Galaxia –                                | — | UK50 (2 Wo.)UK | — |                                  |
| Albion        |                                          | | | |                                  |
|               |                                          | | | |                                  |
| 1998          | Air –                                    | — | UK91 (1 Wo.)UK | — |                                  |
| 2000          | Air 2000 –                               | — | UK59 (2 Wo.)UK | — |                                  |
| Pulp Victim   |                                          | | | |                                  |
|               |                                          | | | |                                  |
| 1999          | The World ’99 –                          | — | UK81 (2 Wo.)UK | — |                                  |
| System F      |                                          | | | |                                  |
|               |                                          | | | |                                  |
| 1999          | Out of the Blue                          | DE72 (5 Wo.)DE | UK14 Silber · (9 Wo.)UK | NL29 (3 Wo.)NL |                                  |
| 2000          | Cry Out of the Blue                      | — | UK19 (6 Wo.)UK | — |                                  |
| 2001          | Dance Valley Theme 2001 –                | — | — | NL30 (6 Wo.)NL |                                  |
| 2002          | Needle Juice Out of the Blue             | — | UK100 (1 Wo.)UK | — |                                  |
| 2002          | Solstice Out of the Blue                 | — | UK86 (1 Wo.)UK | — |                                  |
| Ferry Corsten |                                          | | | |                                  |
|               |                                          | | | |                                  |
| 2002          | Punk –                                   | DE95 (1 Wo.)DE | UK29 (3 Wo.)UK | NL34 (3 Wo.)NL |                                  |
| 2003          | Rock Your Body Rock Right of Way         | — | UK11 (6 Wo.)UK | NL36 (2 Wo.)NL | in UK erst 2004 platziert        |
| 2004          | Right of Way                             | — | UK76 (3 Wo.)UK | — |                                  |
| 2004          | Everything Goes –                        | — | — | NL29 (3 Wo.)NL |                                  |
| 2004          | It’s Time –                              | — | UK51 (4 Wo.)UK | — |                                  |
| 2005          | Fire L.E.F.                              | DE89 (1 Wo.)DE | UK40 (4 Wo.)UK | NL18 (5 Wo.)NL | in DE und UK erst 2006 platziert |
| 2006          | Watch Out L.E.F.                         | — | UK57 (1 Wo.)UK | — |                                  |
| 2006          | Junk L.E.F.                              | — | — | NL38 (5 Wo.)NL | feat. Guru                       |
| 2007          | Beautiful (Dancetour Anthem 2007) L.E.F. | — | — | NL33 (3 Wo.)NL |                                  |
| 2007          | The Race –                               | — | — | NL27 (4 Wo.)NL |                                  |
| 2009          | Made of Love Twice in a Blue Moon        | — | — | NL33 (4 Wo.)NL | feat. Betsie Larkin              |

Weitere Singles (Auswahl)
- 2001: System F feat. Armin van Buuren & Elles de Graaf – Exhale (auch unter dem Titel Icarus bekannt)
- 2001: System F vs. Marc Almond – Soul on Soul
- 2005: Holding On (mit Shelley Harland)
- 2006: Possession
- 2006: Whatever
- 2006: Star Traveller
- 2007: System F – Insolation
- 2007: Loud Electronic Sensation
- 2007: Bring Da Noise (vs. Public Enemy)
- 2007: Beautiful
- 2008: Into the Dark (feat. Howard Jones)
- 2008: Radio Crash
- 2009: Because (The Remix) (feat. Novastar)
- 2009: We Belong (Twice in a Blue Moon; feat. Maria Nayler)
- 2010: Out of the Blue 2010
- 2010: Twice In a Blue Moon
- 2011: Feel It!
- 2011: Brute (vs. Armin van Buuren)
- 2011: Check It Out
- 2012: Loops & Things (mit Markus Schulz)
- 2012: Love Will (feat. Duane Harden)
- 2012: Ain’t No Stoppin’ (feat. Ben Hague)
- 2012: Let You Go (feat. Sarah Bettens)
- 2012: Live Forever (feat. Aruna)
- 2012: One Thousand Suns (mit Chicane)
- 2012: Not Coming Down (feat. Betsie Larkin)
- 2013: Stars (mit Betsie Larkin)
- 2013: One Thousand Suns Remix (mit Chicane feat. Christian Burns)
- 2013: Black Light
- 2013: Many Ways (feat. Jenny Wahlström)
- 2013: Magenta (mit Giuseppe Ottaviani)
- 2013: Kudawudashuda
- 2014: Festival Clash
- 2014: Collision (mit Bassjackers)
- 2015: Pogo
- 2015: Make It Ours (feat. Chris Jones)

Remixe (Auswahl)
- 1997: Funkin’ Down the Track – Mr. S. Oliver (Moonman Remix)
- 1999: Cygnus X – The Orange Theme (Moonman Remix)
- 1999: Moby – Why Does My Heart Feel So Bad (Ferry Corsten Remix)
- 1999: William Orbit – Barber’s Adagio for Strings (Ferry Corsten Remix)
- 2000: Kosheen – Catch (Ferry Corsten Vocal Remix)
- 2001: Apoptygma Berzerk – Kathys Song (Ferry Corsten Remix)
- 2009: The Killers – Human (Ferry Corsten Remix)
- 2012: Snow Patrol – New York (Ferry Corsten Remix)
- 2013: Dash Berlin feat. Kate Walsh – When You Were Around (Ferry Corsten Remix)

Liste weiterer Kollaborationen und Projekte
- Veracocha (mit Vincent de Moor)
- Gouryella (mit Tiësto)
- New World Punx (mit Markus Schulz)

### Videoalben
- 2007: Full on Ferry „Masquerade“ – The Live Registration DVD
- 2009: Ferry Corsten Backstage (Reportage und Konzertmitschnitt von Full on Ferry 2008)